# Metavoltina
La metavoltina è un minerale.

## Origine e giacitura
La metavoltina ha origine in alcune fumarole generalmente, associata a minerali di pickeringite, matavoltina, alunogeno, zolfo e altri minerali ricchi di alluminio.
La metavoltina in quantità cospicue si trova  in Italia nella grotta dello zolfo a Miseno e nella solfatara di Pozzuoli in provincia di Napoli.